# Нэдэфудзи, Аюму
Аюму Нэдэфудзи (яп. 子出藤歩夢; род. 7 апреля 1994 года)  — японский сноубордист, выступающий в хафпайпе.

## Карьера
Аюму Нэдэфудзи дебютировал на международных соревнованиях в январе 2008 года. В серии FIS Race - двукратный победитель (20.02.2011, Нисеко; 05.02.2012, Озе-Токуро), обладатель серебра (30.01.2010, Нисеко) и бронзы (01.02.2009, Такаифуджи).
Серебряный призёр чемпионата Японии 2010 года.
Бронзовый призёр юниорского чемпионата мира 2011 года.
В августе 2011 года дебютировал на этапах Кубка мира. На этапе в Сьерра-Невада (Испания) в сезоне 2012/13 взял серебро.
На Олимпиаде в Сочи был 32-м.
На чемпионате мира 2015 года в Крайшберге (Австрия) был 32-м.
Победитель Универсиады-2015 в Гранаде (Испания).
Студент Японского университета физической культуры.

## Позиции в генеральной классификации
- 2011/12 - 17
- 2012/13 - 14